# Камчатская хоровая капелла
Камчатская хоровая капелла имени Евгения Морозова —  хоровая капелла Камчатского концертно-филармонического объединения, работающая в Петропавловске-Камчатском с 1967 года. Лауреат международных и всероссийских конкурсов.

## История
Коллектив был создан в 1967 году. Автором идеи и организатором являлся Заслуженный деятель искусств Российской Федерации Евгений Морозов, который руководил хоровой капеллой до 1 декабря 2016 года.  
Камчатская хоровая капелла является лауреатом многих престижных конкурсов хорового искусства. На международном уровне коллектив становился четырежды лауреатом различных конкурсов.
С 1973 года были организованы гастрольные туры по городам СССР. В 1980 году состоялись первые зарубежные гастроли капеллы в Болгарию. После успешного выступления в дружественном государстве, артистов Камчатской хоровой капеллы слушали в США, Японии, Китае, Франции, Испании, Греции, Италии, Германии и других странах. Одним из самых значимых событий в истории коллектива в 1992 году стало совместное выступление с хоровым коллективом Анкориджа и Национальным симфоническим оркестром США под управлением Мстислава Ростроповича, в ходе которого было исполнена кантата Сергея Прокофьева “Александр Невский”.
Репертуар капеллы разнообразен и включает в себя как русскую, так и зарубежную классику, а также хоровые произведения современных композиторов и русские народные песни в обработке. Русская духовная музыка занимает особое место в исполнениях коллектива. Большим успехом и интересом пользуются национальные мелодии народов Севера в обработке и включённые в концертные программы хора Евгением Морозовым. Такие произведения исполняются с участием национальных хореографических ансамблей.  
В октябре 2002 года Камчатская хоровая капелла приняла участие во Всемирной хоровой олимпиаде, которая состоялась в городе Пусане в Южной Корее. Коллектив Евгения Морозова выступил в трёх номинациях и сумел завоевать три серебряные медали. Летом 2005 года в Риме хоровая капелла стала обладателем золотой медали конкурса хоровых коллективов. 
В концертном зале им. С.В. Рахманинова Московской консерватории 4 ноября 2010 года был организован и проведён концерт Камчатской хоровой капеллы. Народный артист России Давид Лернер, который присутствовал на выступлении, высоко отметил профессионализм исполнителей: 
```
«Я восхищен концертом! Все, что звучало в этом зале сегодня вечером, просто уникально. Камчатская капелла имеет все возможности, все высокие качества, которыми славится наше замечательное российское искусство. Меня потрясли хоровые обработки Евгения Морозова, созданные на основе фольклора народов Севера. Они невероятны! Я редко бываю на концертах в качестве зрителя. И то, что я услышал сегодня, меня потрясло. Когда в 1936 году я впервые приехал на Камчатку и привез туда рояль, там была глубокая провинция. Теперь в Петропавловске-Камчатском вот уже свыше 40 лет есть свой столь профессиональный хоровой коллектив под руководством Евгения Морозова. Это – настоящее чудо!»
```

9 ноября 2017 года коллективу Камчатской хоровой капеллы было присвоено имя Морозова Евгения Ивановича.
С марта 2017 года художественным руководителем и дирижёром хоровой капеллы является Василий Князев. В 2017 году коллектив принял участие в международном фестивале "Московская осень". В 2018 году хоровая капелла под управлением Василия Князева стала участником фестиваля "Невские хоровые ассамблеи".

## Коллектив, артисты и звукозаписи
- Виолетта Бутучел — хормейстер капеллы, заслуженный работник культуры России,
- Валерий Кравченко — концертмейстер, заслуженный артист России.

Две пластинки и четыре диска были выпущены хоровой капеллой. На одном из дисков представлена духовная музыка русского композитора Сергея Рахманинова. 